# أندي فيرنون
أندي فيرنون (بالإنجليزية: Andy Vernon) مواليد 7 يناير 1986 في المملكة المتحدة، هو عداء بريطاني متخصص في ركض المسافات الطويلة. أفضل رقم شخصي له هو 13:11.50 (5000 م).

## الميداليات
| الميدالية | المسابقة                       |
| --------- | ------------------------------ |
| فضية      | بطولة أوروبا لألعاب القوى 2014 |
| برونزية   | بطولة أوروبا لألعاب القوى 2014 |
| ذهبية     | ألعاب جامعية صيفية 2011        |

## روابط خارجية
- أندي فيرنون على موقع الاتحاد الدولي لألعاب القوى (الإنجليزية)
- أندي فيرنون على موقع الدوري الماسي (الإنجليزية)
- أندي فيرنون على موقع اللجنة الأولمبية الدولية (الإنجليزية)
- أندي فيرنون على موقع أوليمبيديا (الإنجليزية)
- أندي فيرنون على موقع اللجنة الأولمبية البريطانية (الإنجليزية)
- أندي فيرنون على موقع اتحاد ألعاب الكومنولث (مؤرشف) (الإنجليزية)